# Koelplaat

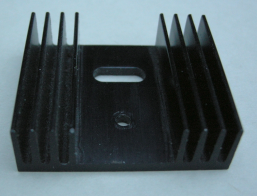
Een koelplaat uit profiel voor een component in een TO-220 omhulling

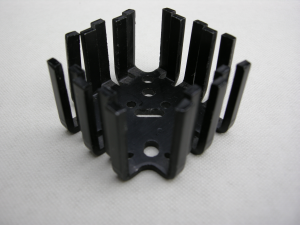
Een koelplaat uit plaat voor een component in een TO-220 of TO-3 omhulling

Een koelplaat is een stuk metaal dat de temperatuur van een elektrotechnische component verlaagt door de ontwikkelde warmte over een groter oppervlak uit te stralen. Een koelplaat wordt ook wel koellichaam, koelblok of koelprofiel genoemd.

## Fabricage
Een koelplaat wordt meestal van aluminium gemaakt omdat dit de ontwikkelde warmte goed geleidt en goedkoper en lichter is dan het iets beter geleidende koper. Vaak heeft de plaat veel rillen of vinnen om het koeloppervlak te vergroten. Tegelijk dient de weg van de bron van de warmte (de dissiperende component) naar alle vinnen zo kort mogelijk te zijn.
De fabricage vindt op twee manieren plaats, uit een profiel of uit plaatmateriaal. De profielen worden in grote lengtes gefabriceerd die in kortere stukken worden gezaagd. De omgezette plaatmodellen hebben bijna allemaal zogenoemde 'vingers', losse strookjes, die meestal loodrecht op het bevestigingsoppervlak staan. Pas na afzagen of omzetten en boren worden de koelplaten geanodiseerd.
Koelplaten zijn vaak zwart of hebben een naturel aluminiumkleur. In de tweede bewerkingsfase wordt een zwart pigment in de open poriën van het geanodiseerde aluminium gebracht waarna deze in kokend water gesloten worden, het zogenoemde 'sealen'. Door het zwarte oppervlak wordt de warmtestraling vergroot. In een enkel geval wordt blank aluminium gebruikt, dat al dan niet geanodiseerd wordt. Dit is ook het geval als de behuizing van een apparaat voor een deel uit koelplaat bestaat, zoals dat bij omvormers en versterkers voor autoradio's wel het geval is.

## Werking
Veel koelplaten werken met zogenaamde koelvinnen; een gegroefd plaatje dat (eventueel samen met een ventilator) zorgt voor koeling. Vaak hebben luchtgekoelde motoren koelvinnen op de cilinder en cilinderkop. Door een grotere contactoppervlakte met de lucht wordt het blok sneller afgekoeld bij het rijden. Koelvinnen worden gemaakt van goede thermische geleiders als aluminium of het betere maar duurdere koper. Een optimaal contact tussen koelvinnen en te koelen componenten wordt verzekerd door de vinnen te polijsten en door een laag thermisch geleidende pasta (vb. colloïdaal zilver) aan te brengen.
De koelende werking van de koelplaat (te beschouwen als thermische weerstand) wordt uitgedrukt in graden Celsius of kelvin per watt (°C/W of K/W), daarmee wordt bedoeld dat elke watt vermogen het geheel zoveel warmer zal maken. Hoe lager deze waarde, hoe beter de koelplaat werkt. Verticaal opgestelde koelplaten werken beter dan horizontale, doordat de uitgestraalde warmte stijgt en er zo koele lucht wordt aangezogen.

## Toepassingen
Koelplaten worden zeer veel toegepast in vermogenselektronica, zoals voedingen, computerprocessors en versterkers. Maar ook vermogensweerstanden hebben vaak een koelprofiel. Waar de statische koeling niet voldoende is kunnen ventilators worden toegevoegd, zodat de luchtstroming langs de koelplaat de warmteafvoer aan de omgeving vergroot. Dit heet geforceerde koeling. Mogelijke redenen hiervoor kunnen zijn: de geringe beschikbare afmetingen voor de koeling, de ongunstige positie (geringe luchtverplaatsing), de grote dissipatie van de te koelen component (processor).
De temperatuurtoename van elektronische componenten, zoals een microprocessor, kan beperkt worden door de opgewekte warmte over een grotere massa te verdelen en er (door oppervlaktevergroting) te laten uitwisselen met de omgevingslucht. Een ventilatortje bevordert de circulatie van koudere lucht langs de koelvinnen (want een groter temperatuurgradiënt betekent een grotere warmteafvoer (analoog met de Wet van Fick)).
Veel componenten hebben een metalen vlak dat zo goed mogelijk thermisch contact dient te maken met de koelplaat. Dit vlak staat ook in elektrische verbinding met de elektronica en moet vaak geïsoleerd op de koelplaat worden geklemd. Voor een goede thermische verbinding die geen elektrische verbinding maakt worden al heel lang dunne mica plaatjes gebruikt. Tegenwoordig zijn er ook kunststoffen plaatjes in gebruik. Ook de bouten waarmee deze component op de koelplaat wordt bevestigd moeten dan geïsoleerd worden. Daarvoor worden speciale kunststof busjes gebruikt. Voor een verbeterde thermische verbinding wordt ook vaak koelpasta gebruikt.

## Profielen
Er bestaan zeer veel speciale profielen, voor allerlei elektronische componenten. Enkele voorbeelden, geordend op transistor- of IC-behuizing:
- TO-3: 6 K/W (FK201), 4,8 K/W (FK318)
- TO-5: 60 K/W (KK505, FGK518), 44 K/W (SKK510), 33 K/W (KK511)
- TO-18: 85 K/W (KK1862), 48 K/W (KK1895)
- TO-220: 29 K/W (ICK35), 18 K/W (FK237), 15 K/W (FK214, FK216), 14 K/W (FK219)
- DIL-6, DIL-8: ICK6-8L
- DIL-14: ICK14

Profielkoelplaten worden met SK (Strangkörper) aangeduid, plaatkoelplaten met FK (Fingerkörper)